# Grammia incarnatorubra
Grammia incarnatorubra là một loài bướm đêm thuộc phân họ Arctiinae, họ Erebidae.